# Batalla de Filé
La batalla de Filé es va lliurar entre els exiliats atenesos que estaven intentant de restaurar la democràcia a Atenes i una guarnició espartana que protegia al govern oligàrquic dels Trenta Tirans. En la lid, els set-cents exiliats d'Atenes al comandament de Trasíbul van derrotar els espartans i a la seva cavalleria atenesa, als quals van escometre de matinada.

## Preludi
Després de la derrota d'Atenes en la guerra del Peloponès, Lisandre i els espartans guanyadors van imposar un repressiu govern oligàrquic a la ciutat. Aquest govern, que va arribar a ser conegut com els Trenta Tirans, a causa de les seves accions brutals, va exiliar a un bon nombre de ciutadans. Molts d'aquests es van reunir en Tebes, on van rebre el suport i l'ajuda del govern antiespartà d'Ismènies. A la fi de 404 a. C., setanta d'aquests exiliats, al comandament de Trasíbul, va travessar la frontera cap al Ática i van ocupar el punt fort de Filé a la Muntanya Parnés.
Les tropes dels Trenta, tractant d'eliminar aquesta amenaça, van sortir a atacar a Filé, però, després d'un assalt inicial, van ser rebutjats i una tempesta de neu els va obligar a tornar a Atenes. Mentrestant, més exiliats van començar a arribar a Filé, que van engrossir les files dels quals defensaven la plaça. Els Trenta van enviar a la guarnició espartana d'Atenes, juntament amb un contingent de cavalleria atenesa, per vigilar Filé i evitar que els exiliats correguessin el camp.

## Batalla
L'host espartana va fixar el seu campament en un camp a dues milles de Filé, i des d'allí va vigilar la zona. Per llavors, no obstant això, en Filé s'havien concentrat nombrosos exiliats; Trasíbul explicava ja amb uns set-cents homes. Amb aquest exèrcit, va baixar de Filé a la nit i va envoltar el campament espartano; a l'alba, els exiliats van atacar i van sorprendre per força espartana enmig del despertar. Aquesta va sofrir una derrota total; cent vint hoplites, poc menys d'un cinquè del total de espartans, van perir en el combat, igual que tres soldats de cavalleria. Els vençuts van fugir en desbandada camí d'Atenes; els vencedors, després de perseguir-los una milla, van tornar a Filé.

## Conseqüències
Aquesta inesperada derrota va fer fallida la confiança del govern atenès, i els Trenta van començar poc després a preparar-se un refugi en Eleusis mitjançant la confiscació de propietats i el ajusticiament d'alguns possibles opositors que residien en aquesta. Els exiliats, per la seva banda, van rebre un gran impuls del prestigi de la victòria; el seu nombre va augmentar ràpidament amb nous reclutes. Amb prou feines uns dies després de la batalla de Filé, Trasíbul va acabdillar un contingent de mil homes que es va encaminar al Pireu. Allí, va obtenir una altra victòria, després de la qual els Trenta van fugir a Eleusis. A continuació els dos bàndols van quedar equilibrats: Trasíbul i els seus partidaris gaudien de la possessió del Pireu, mentre que un nou govern oligàrquic es mantenia a Atenes. L'arribada d'un destacament espartà baix Pausànies va posar fi a l'estancament del conflicte: després de lliurar un xoc sense vencedor clar amb els atenesos de Filé, Pausànies va concertar un pacte amb aquests mitjançant el qual es va restaurar el govern democràtic a Atenes.